# Nemoneura confraga
Nemoneura confraga är en tvåvingeart som beskrevs av Quate och Brown 2004. Nemoneura confraga ingår i släktet Nemoneura och familjen fjärilsmyggor. Inga underarter finns listade i Catalogue of Life.